# Georges-Frédéric Rötig
Georges-Frédéric Rötig est un peintre et illustrateur français né au Havre le 1er octobre 1873 et mort à Paris le 20 août 1961.
Il est spécialisé dans les scènes animalières. 

## Biographie

### Origines

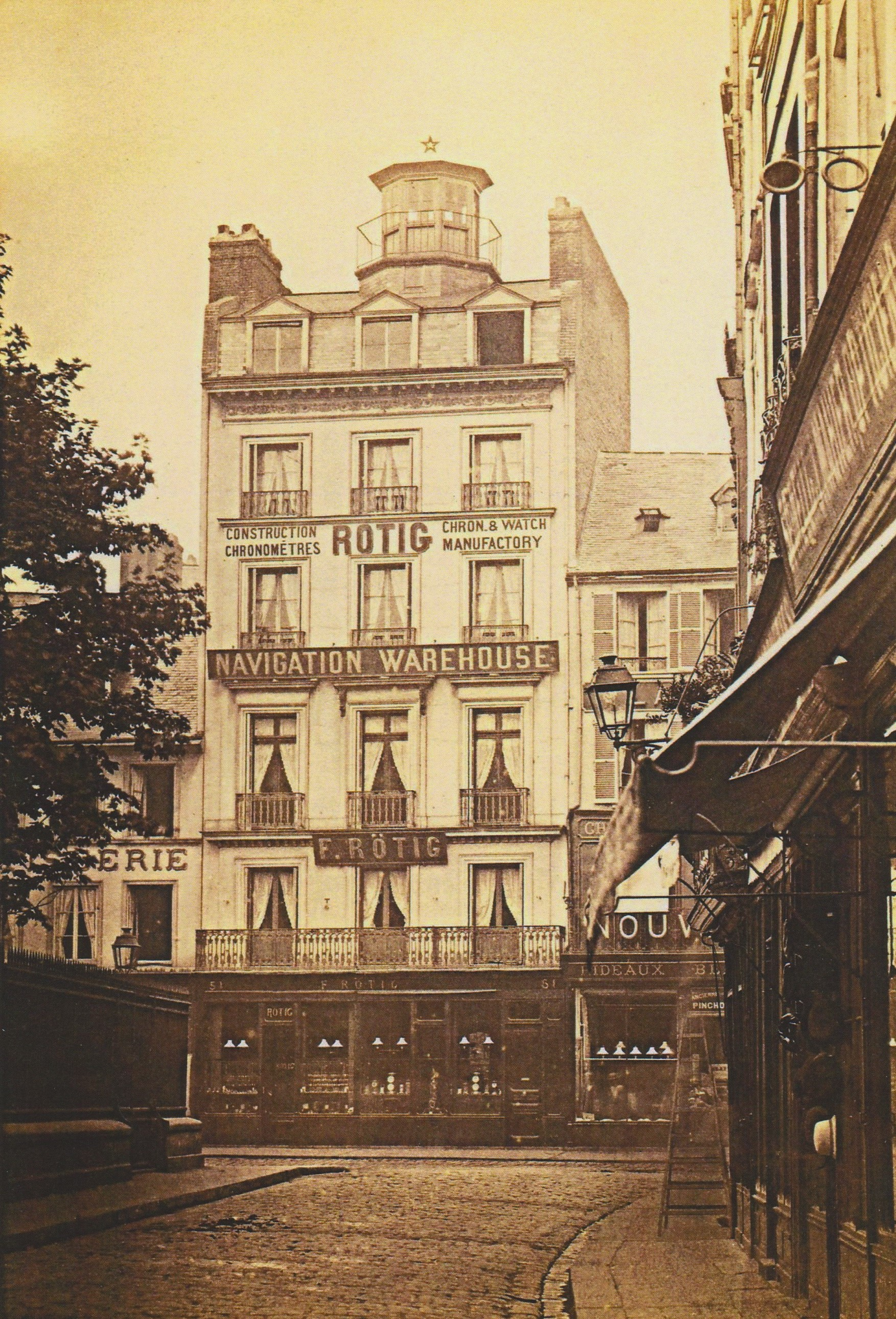
Maison natale de Georges-Frédéric Rötig au 51, rue de Paris au Havre.

Georges-Frédéric Rötig est le fils d’un horloger havrais d’origine allemande, Johann Friedrich Wilhelm Roetig,, dit Frédéric Rötig (Hachenburg, Rhénanie-Palatinat, 22 janvier 1829 – Le Havre, 24 février 1905), et d’une institutrice d’origine normande, Louise Loisel (Romilly-sur-Andelle, 26 novembre 1837 – Le Havre, 16 mars 1922). Son frère cadet, William Rötig (Le Havre, 5 janvier 1880 – Bâle, 12 mars 1935), fut consul de France à Bratislava, Naples et Bâle.
Il épouse le 9 juillet 1912, à Paris, Charlotte Yvonne Lefebvre (Paris, 12 novembre 1874 – Paris, 17 novembre 1920), fille de l’un de ses professeurs, Jules Lefebvre. Le 8 décembre 1945 à Paris, il épouse en secondes noces une professeure de musique, Marguerite Dupré (Paris, 24 janvier 1900 – Fontainebleau, 21 août 1957). Il n’est pas né d’enfant de ces deux unions.
Georges-Frédéric Rötig meurt dans le 18e arrondissement de Paris le 20 août 1961 et  est inhumé au cimetière de Moret-sur-Loing (Seine-et-Marne) (carré C, concession no 1042).

### Formation et œuvre
Les notices biographiques indiquent qu’il est élève de l’École des beaux-arts de Paris dans les ateliers de Jules Lefebvre, Jean-Pierre Laurens et Benjamin-Constant. Il reçoit plusieurs récompenses au Salon des artistes français notamment en 1903 et, en 1913, le prix Rosa-Bonheur.
L’œuvre de Georges-Frédéric Rötig est celle d'un peintre animalier. Ses modèles sont des cerfs, biches, chevreuils, sangliers, faisans, perdrix, mais aussi des animaux vivant en montagne ou dans les landes (chamois, élans…), enfin des fauves (des lions, par exemple) et des animaux familiers ou domestiques (grenouilles, chiens).
Plusieurs de ses tableaux sont conservés dans les collections publiques, au musée d'Art moderne André-Malraux du Havre, au musée de Picardie d'Amiens, au musée de Cambrai et au musée Alphonse-Georges-Poulain de Vernon.
Des scènes animalières de Georges-Frédéric Rötig ont illustré une trentaine de couvertures du magazine Le Chasseur français entre 1938 et 1958, parmi lesquelles : Mouflons dans la montagne (no 618, février-mars 1948) ; La Croûle (no 622, octobre-novembre 1948) ; Girafes (no 627, mai 1949) ; Élans (no 649, mars 1951) ; Nid de faucons crécerelles (no 656, octobre 1951) ; Combat de sangliers (no 660, février 1952) ; Panthères à l’affût (no 668, octobre 1952) ; Nichée de geais (no 673, mars 1953) ; Sans titre (no 691, septembre 1954) ; Perdrix au clair de lune (no 707, janvier 1956).